# Cantón de Chambéry-Suroeste
El cantón de Chambéry-Suroeste (en francés canton de Chambéry-Sud-Ouest) era una división administrativa francesa, que estaba situada en el departamento de Saboya y la región de Ródano-Alpes.

## Composición
El cantón estaba formado por una fracción de Chambéry, la comuna que le daba su nombre.

## Supresión del cantón
En aplicación del decreto n.º 2014-272 del 27 de febrero de 2014, el cantón de Chambéry-Suroeste fue suprimido el 1 de abril de 2015 y la fracción de la comuna que le daba su nombre se unió con las demás fracciones para que, por medio de una reestructuración cantonal, fueran creados los nuevos cantones de Chambéry-1, Chambéry-2 y Chambéry-3.